# دی‌ای‌ام‌جی‌او
دی‌ای‌ام‌جی‌او (به انگلیسی: DAMGO) یک ترکیب شیمیایی با شناسه پاب‌کم ۵۴۶۲۴۷۱ است. که جرم مولی آن ۵۱۳٫۵۸۶ g/mol می‌باشد. 